# Salidar
Salidar is een fictief dorp uit de boekenserie Het Rad des Tijds van Robert Jordan
Het is een klein, bijna vergeten dorp in Altara, op de grens met Amadicia.
Het was de geboorteplaats van Deane Aryman, de Amyrlin Zetel uit de Blauwe Ajah, die de blunders van haar voorgangster Bonwin terug goedmaakte. Bonwin was de laatste Amyrlin van de Rode Ajah in 1000 jaar.
Nadat de huidige Amyrlin Siuan Sanche werd afgezet door Elaida werd het het hoofdkwartier van de Aes Sedai die het niet eens waren met de afzetting. Dit zijn de hele Blauwe Ajah en een gedeelte van de Groene, Gele, Grijze, Bruine en Witte Ajah. Enkel de Rode Ajah is niet vertegenwoordigd. Hun aantal is ongeveer gelijk aan het aantal dat in de Witte Toren. Ze kiezen een eigen Amyrlin, Egwene Alveren en een eigen Zaal van de Toren.